# Oscar Righini
Oscar Righini (* um 1940) ist ein italienischer Filmproduzent.

## Leben
Righini trat erstmals als Produzent für Gianni Vernuccios La lunga notte di Veronique 1966 in Erscheinung; der Film hatte nur sehr bescheidenen Erfolg. Nach zwei eigenen Filmen, die allerdings unaufgeführt blieben, und zwei Genrewerken produzierte er 1976 und im Folgejahr zwei Exploitationfilme. Finanziell ein guter Erfolg war der 1979 entstandene Musikfilm Disco Superstar, den er als Oscar Roy inszenierte, schrieb, produzierte. Fast zwanzig Jahre später erschien sein mittellanger Dokumentarfilm Camicie nere über das faschistische Italien. In Rom betreibt Righini eine Produktionsfirma für Film, Video und Fernsehen.

## Filmografie
- 1966: La lunga notte di Veronique
- 1968: Mein Körper für ein Pokerspiel (The Belle Starr story)
- 1977: Le lunghi notte della Gestapo
- 1979: Disco Superstar (Disco delirio) (Regie, Produktion, Drehbuch)